# Ri Hyo-Sun
Ri Hyo-Sun (5 de agosto de 1991) es una deportista norcoreana que compite en judo. Ganó una medalla de bronce en los Juegos Asiáticos de 2014 en la categoría de –57 kg.

## Palmarés internacional
| Juegos Asiáticos | Juegos Asiáticos        | Juegos Asiáticos  | Juegos Asiáticos |
| Año              | Lugar                   | Medalla           | Categoría        |
| ---------------- | ----------------------- | ----------------- | ---------------- |
| 2014             | Incheon (Corea del Sur) | Medalla de bronce | –57 kg           |